# Aspettativa (diritto)
L'aspettativa, in diritto, indica una posizione di attesa di un effetto acquisitivo incerto. 
Si pensi ad esempio all'aspettativa di cui è titolare l'acquirente di un bene in virtù di un contratto sottoposto a condizione sospensiva non ancora verificatasi. In tal caso il titolare dell'aspettativa è destinatario dell'effetto sperato (l'acquisto della proprietà del bene) ma non ha una pretesa o un potere in ordine alla sua produzione.

## Classificazione
Al contrario della cessione di un diritto condizionato, la cui relativa fattispecie contrattuale è inquadrabile fra i contratti commutativi, la cessione dell'aspettativa rientra fra i contratti aleatori poiché non è dato alle parti di prevedere "con buona approssimazione", l'esatta struttura del sinallagma. È, infatti, probabile che a fronte del pagamento di un prezzo (per l'acquisto di un diritto condizionato sospensivamente o risolutivamente) manchi di fatto una controprestazione (mancato avveramento della condizione sospensiva o avveramento della condizione risolutiva). La cessione di un diritto condizionato, al contrario, rimane sottoposta alle sorti del diritto ceduto, dando luogo, se del caso, ad obblighi restitutori.

## Tipologia
L'aspettativa può essere:
- legittima (se l'ordinamento giuridico contempla la situazione consentendo al soggetto che la detiene di compiere atti conservativi sul diritto atteso).
- di fatto (come quella del parente di qualcuno speranzoso di divenire suo erede, e al quale non resta che attendere senza avere  possibilità di compiere atti conservativi su quel patrimonio).

## Rilevanza giuridica
All'aspettativa è peraltro riconosciuta una rilevanza giuridica autonoma rispetto alla situazione acquisitiva finale: essa infatti è tutelata contro la mala fede della controparte, e può essere oggetto di opposizione ai terzi acquirenti mediante la trascrizione del titolo di acquisto e legittima il titolare all'esperimento dei rimandi di tipo cautelare predisposti dall'ordinamento giuridico. L'aspettativa può essere oggetto di trasferimento sia inter vivos che mortis causa.